# Rad-Weltcup der Frauen 2001
Der Rad-Weltcup der Frauen 2001 war die 4. Austragung des Rad-Weltcups der Frauen, einer seit der Saison 1998 vom Weltradsportverband UCI ausgetragenen Serie der wichtigsten Eintagesrennen im Straßenradsport der Frauen. Die Fahrerinnenwertung gewann die Australierin Anna Millward.
| Rennen                                       | Erste             | Zweite            | Dritte              |
| -------------------------------------------- | ----------------- | ----------------- | ------------------- |
| Rotterdam Tour                               | Judith Arndt      | Debby Mansveld    | Monika Valen        |
| GP Suisse Feminin                            | Susanne Ljungskog | Fabiana Luperini  | Edita Pučinskaitė   |
| Trophee International                        | Olga Sljussarewa  | Regina Schleicher | Anna Millward       |
| Liberty Classic                              | Petra Rossner     | Anna Millward     | Debbie Mansveld     |
| Coupe du Monde Cycliste Féminine de Montréal | Geneviève Jeanson | Susanne Ljungskog | Lyne Bessette       |
| La Flèche Wallonne                           | Fabiana Luperini  | Anna Millward     | Trixi Worrack       |
| Primavera Rosa                               | Susanne Ljungskog | Mirjam Melchers   | Sara Felloni        |
| Hamilton                                     | Anna Millward     | Mirjam Melchers   | Sinaida Stahurskaja |
| Canberra                                     | Anna Millward     | Mirjam Melchers   | Rochelle Gilmore    |
| Endstand Gesamtwertung                       | Anna Millward     | Mirjam Melchers   | Susanne Ljungskog   |

UCI-Weltcup
1998 |
1999 |
2000 |
2001 |
2002 |
2003 |
2004 |
2005 |
2006 |
2007 |
2008 |
2009 |
2010 |
2011 |
2012 |
2013 |
2014 |
2015

UCI Women’s WorldTour |
2016 |
2017 |
2018 |
2019 |
2020 |
2021 |
2022 |
2023 |
2024 |
2025